# مارك أسبر
مارك أسبر (بالإنجليزية: Mark Asper)‏ هو لاعب كرة قدم أمريكية أمريكي، ولد في 8 نوفمبر 1985 في ريكسبورغ في الولايات المتحدة.

## وصلات خارجية
- مارك أسبر على موقع مرجع كرة القدم المحترفة.كوم (الإنجليزية)